# Quiver

Um digrafo.

Em matemática, um quiver (ou digrafo) é um grafo direcionado onde laços e múltiplas setas entre dois vértices são permitidos. Eles são comumente utilizados em teoria da representação: uma representação, V, de um quiver atribui um espaço vetorial V(x) para cada vértice x do quiver e um mapa linear V(a) para cada seta a.
{\displaystyle V_{1}{\overset {f}{\longrightarrow }}V_{2}}
Representação de um quiver, consistindo de dois espaços vetoriais (V1, V2) e um morfismo f
Se K é um corpo e Γ é um quiver, então o quiver algébrico ou  trilha algébrica KΓ é definido como se segue.  Uma trilha em Q é uma sequência de setas a_1 a_2 a_3 ... a_n tal que a cabeça de a_{i+1} = cauda de a_i, usando a convenção de concatenar trilhas da direita para esquerda. Então, a trilha algébrica é um espaço vetorial que tem todas as trilhas do quiver como base e a multiplicação dada pela concatenação de trilhas. Se duas trilhas não podem ser concatenadas porque o vértice final da primeira não é igual ao vértice inicial da segunda, seu produto é definido como zero. Isto define uma álgebra associativa sobre K. Essa álgebra é unitária se e somente se o quiver possui somente muitos vértices finitos. Neste caso, os módulos sobre KΓ são naturalmente identificados com as representações de  Γ.
Se o quiver possui muitos vértices e setas finitos, e o vértice final e o inicial de qualquer trilha são sempre distintos (isto é, Q não tem ciclos orientados), então KΓ é um anel hereditário de dimensão finita sobre K. 

## Representações de quivers
Uma representação de um quiver, Q, é dita ser trivial se V(x)=0 para todos os vértices x em Q.
Um morfismo, f:V->V', entre representações do quiver Q, é uma coleção de mapas lineares {\displaystyle f(x):V(x)\rightarrow V'(x)} tal que para cada seta em Q de x para y {\displaystyle V'(a)f(x)=f(y)V(a)}, isto é, todos os quadrados que f forma com as setas de V e V' se comutem. Um morfismo, f, é um isomorfismo, se f(x) é invertível para todos os vértices x no quiver. Com estas definições, as representações dum quiver formam uma categoria.
Se V e W são representações dum quiver Q, então a soma direta destas representações, {\displaystyle V\oplus W}, é definida por {\displaystyle (V\oplus W)(x)=V(x)\oplus W(x)} para todos os vértices x em Q e {\displaystyle (V\oplus W)(a)} é a soma direta dos mapeamentos lineares V(a) e W(a).
Uma representação é dita ser decomponível se ela é isomórfica à soma direta das representações não-zero.
Uma definição categórica duma representação de quiver pode também ser dada.  O quiver em si pode ser considerado uma categoria, onde os vértices são objetos e trilhas são morfismos. Então, uma representação de Q é apenas um funtor covariante desta categoria para a categoria de espaços vetoriais de dimensões finitas.

## Teorema de Gabriel
Um quiver é dum tipo finito se possui muitas representações finitas não-isomórficas indecomponíveis. O teorema de Gabriel classifica todas as representações de quiver do tipo finito. Mais precisamente, declara que:
1. Um quiver (conectado) é de um tipo finito se e somente se o seu grafo subjacente (quando as direções das setas são ignoradas) é um dos seguintes diagramas de Dynkin: {\displaystyle A_{n}}, {\displaystyle D_{n}}, {\displaystyle E_{6}}, {\displaystyle E_{7}}, {\displaystyle E_{8}}.
2. As representações indecomponíveis estão numa correspondência um-para-um com as raízes positivas do sistema de raízes do diagrama de Dynkin.